# Hellen Kimutai
Hellen Jemaiyo (Hellen) Kimutai (28 december 1977) is een Keniaanse langeafstandsloopster, die gespecialiseerd is in de marathon.

## Loopbaan
In 2003 won Hellen Kimutai de marathon van Hamburg in haar persoonlijke recordtijd van 2:25.52. Bij de wereldkampioenschappen van 2005 in Helsinki behaalde ze een negende plaats in 2:26.14. In datzelfde jaar werd ze tweede op de halve marathon van Egmond met 20 seconden achterstand op Hilda Kibet.
In 2007 won Kimutai de marathon van San Diego in 2:32.40.
Haar laatste overwinning boekte zij in 2012 op de marathon van Rome in 2:31.11, twaalf jaar nadat zij daar al eens derde was geworden, toen in 2:33.47.

## Persoonlijke records
| Onderdeel      | Prestatie | Datum            | Plaats   |
| -------------- | --------- | ---------------- | -------- |
| 10 km          | 31.53     | 1 oktober 2006   | Milaan   |
| 15 km          | 49.57     | 14 augustus 2005 | Helsinki |
| 20 km          | 1:05.28   | 15 oktober 2000  | Parijs   |
| halve marathon | 1:09.52   | 5 april 2009     | Berlijn  |
| 25 km          | 1:23.00   | 14 augustus 2005 | Helsinki |
| 30 km          | 1:40.30   | 14 augustus 2005 | Helsinki |
| marathon       | 2:25.53   | 27 april 2003    | Hamburg  |

## Palmares

### 5 km
- 1999:  Circuito di Molinella - 16.31
- 2013:  Beh Oslobodenia Handlovej in Handlova - 18.12

### 10 km
- 2006:  Run Like a Deejay in Milaan - 31.53
- 2010: 5e São Silvestre da Amadora - 35.32
- 2013:  United Europe Race in Gniezno - 33.57
- 2013:  Bieg Raszynski - 34.43
- 2013:  Bieg Fiata in Bielsko Biala - 34.10
- 2013:  Beh Velkymi Albrechticemi in Velke Albrechtice - 39.12
- 2013:  Westerplatte Race in Gdansk - 35.01
- 2013:  Sadecka Dycha in Nowy Sacz - 35.10
- 2013: 5e Independence Race in Goleniow - 36.08
- 2014:  Greater Edendale Challenge in Pietermaritzburg - 37.21
- 2015:  Kysucka Desiatka in Kysucke Nove Mesto - 36.26
- 2015:  Fortuna Bieg in Cieszyn - 35.21
- 2015:  Energielauf in Weiz - 36.48,0
- 2015:  International Strassenlauf in Parndorf - 36.25
- 2015: 4e Nocny Bieg Swietojanski in Gdynia - 34.59

### 20 km
- 2000:  20 km van Parijs - 1:05.28

### halve marathon
- 1999:  halve marathon van Aveiro - 1:13.05
- 2000:  halve marathon van Prato - 1:11.34
- 2000:  halve marathon van Turijn - 1:09.59
- 2002:  halve marathon van Livigno - 1:19.20
- 2003: DNS WK in Vila Moura
- 2003: 5e halve marathon van Praag - 1:11.27
- 2005:  halve marathon van Egmond - 1:13.38
- 2005:  halve marathon van New Delhi - 1:10.43
- 2006:  halve marathon van Coamo - 1:15.03
- 2006:  halve marathon van Praag - 1:10.11
- 2007:  halve marathon van Coamo - 1:15.10
- 2008:  halve marathon van Coamo - 1:16.53
- 2008:  halve marathon van Coban - 1:15.45
- 2008: 4e halve marathon van Udine - 1:11.05
- 2009:  halve marathon van Berlijn - 1:09.27
- 2009: 5e halve marathon van Philadelphia - 1:10.43
- 2010:  halve marathon van Azpeitia - 1:13.52
- 2010:  halve marathon van Paderborn - 1:13.57
- 2010:  halve marathon van Udine - 1:12.18
- 2010: 4e halve marathon van Los Palacios - 1:13.40
- 2011: 4e halve marathon van Viana do Castelo - 1:16.47
- 2011:  halve marathon van Reading - 1:13.45
- 2011: 5e halve marathon van Olomouc - 1:16.33
- 2011: 8e halve marathon van Portugal - 1:12.28
- 2012: 5e halve marathon van Paderborn - 1:13.14
- 2013:  halve marathon van Sobotka - 1:21.34
- 2013:  halve marathon van Krakow - 1:18.06
- 2013:  halve marathon van Rzeszow - 1:15.57
- 2013:  halve marathon van Rijeka - 1:14.17
- 2013:  halve marathon van Veli Losinj - 1:16.54,3
- 2013:  halve marathon van Rovinj - 1:23.08
- 2013:  halve marathon van Bukowa - 1:27.01
- 2013:  halve marathon van Srem - 1:21.08
- 2013:  halve marathon van Grodzisk Wielkopolski - 1:17.19
- 2013:  halve marathon van Plock - 1:21.36
- 2013:  halve marathon van Bytom - 1:17.37
- 2013:  halve marathon van Koscian - 1:16.55
- 2013:  halve marathon van Crickvenica - 1:22.51,5
- 2014: 5e halve marathon van Port Elizabeth - 1:16.09
- 2015:  halve marathon van Rzeszow - 1:15.52
- 2015:  halve marathon van Wegorzewo - 1:17.38
- 2015:  halve marathon van Trzemeszno - 1:24.08
- 2015:  halve marathon van Pristina - 1:19.39
- 2015:  halve marathon van Radenci - 1:16.16
- 2015:  halve marathon van Hallstatt - 1:23.08,2
- 2015:  halve marathon van Plitvice - 1:24.25
- 2015: 4e halve marathon van Radom - 1:17.21
- 2016:  halve marathon van Sobotka - 1:15.46
- 2016:  halve marathon van Zywiec - 1:18.40
- 2016:  halve marathon van Hallstatt - 1:20.34,0
- 2016:  halve marathon van Veli Losinj - 1:18.05

### 25 km
- 2011: 4e 25 km van Berlijn - 1:29.03

### marathon
- 2000: 4e New York City Marathon - 2:26.42
- 2000:  marathon van Wenen - 2:26.54
- 2000:  marathon van Rome - 2:33.47
- 2002:  marathon van Berlijn - 2:26.10
- 2002: 7e marathon van Honolulu - 2:36.29
- 2003:  marathon van Hamburg - 2:25.53
- 2005:  marathon van Los Angeles - 2:28.36
- 2005:  marathon van San Diego - 2:31.15
- 2005: 9e WK - 2:26.14
- 2005:  marathon van Milaan - 2:28.48,6
- 2006:  marathon van San Diego - 2:28.44
- 2006:  marathon van Milaan - 2:28.51,4
- 2007:  marathon van Rome - 2:26.46
- 2007:  marathon van San Diego - 2:32.40
- 2007: 25e WK - 2:39.14
- 2008:  marathon van Seoel - 2:29.11
- 2008: 4e marathon van Peking - 2:29.19
- 2009:  marathon van San Diego - 2:29.32
- 2009:  marathon van Frankfurt - 2:27.50
- 2009: 17e marathon van Singapore - 3:03.30
- 2010:  marathon van Wenen - 2:31.08
- 2010:  marathon van Bregenz - 2:43.35
- 2010: 9e marathon van Frankfurt - 2:28.38
- 2011: 5e marathon van Madrid - 2:36.20
- 2011: 10e marathon van Hamburg - 2:48.08
- 2011: 7e marathon van Sint-Petersburg - 2:48.01
- 2011:  marathon van Baltimore - 2:31.10
- 2011: 9e marathon van Kisumu - 2:47.04
- 2011:  marathon van Baltimore - 2:31.10
- 2012:  marathon van Rome - 2:31.11
- 2012:  marathon van Bonn - 2:47.03
- 2012: 6e marathon van Kavarna - 2:52.44
- 2012:  marathon van Gold Coast - 2:36.45
- 2012: 5e marathon van Valencia - 2:35.30
- 2013:  marathon van Skopje - 2:50.51,1
- 2013:  marathon van Plitvice - 2:52.28
- 2013:  marathon van Krynica Zdroj - 2:55.28
- 2013:  marathon van Zagreb - 2:41.19
- 2013: 7e marathon van Podgorica - 3:04.43
- 2014:  marathon van Belgrado - 2:42.25
- 2014:  marathon van Odense - 2:40.50
- 2014: 5e marathon van Zagreb - 2:47.36
- 2014:  marathon van Mokhotlong - 3:11.59
- 2015:  marathon van Bratislava - 2:35.35
- 2015:  marathon van Krakow - 2:43.04
- 2015:  marathon van Kopenhagen - 2:39.06
- 2016:  marathon van Thessaloniki - 2:42.03
- 2016:  marathon van Belgrado - 2:49.03
- 2016:  marathon van Opole - 2:46.15

### veldlopen
- 1993: 4e WK junioren in Amorebieta - 14.14
- 1999:  Warandeloop - 20.32